# Mizpah, Minnesota
Mizpah là một thành phố thuộc quận Koochiching, tiểu bang Minnesota, Hoa Kỳ. Năm 2010, dân số của thành phố này là 56 người.

## Dân số
- Dân số năm 2000: 78 người.
- Dân số năm 2010: 56 người.